# 23 avril 1940
Le mardi 23 avril 1940 est le 114e jour de l'année 1940.

## Naissances
- Danilo Astori, homme politique uruguayen
- François Gautier, homme politique français apparenté au groupe UDF
- Charles Donker, graveur néerlandais
- Ita Ford (morte le 2 décembre 1980), religieuse américaine
- Foxhunter (mort le 21 novembre 1959), cheval pur sang hongre

## Décès
- Julia Daudet (née le 13 juillet 1844), femme de lettres, poète et journaliste française
- Charles Lorin (né le 16 octobre 1866), peintre verrier
- Raymond Blaignan (né le 20 décembre 1871), percepteur aux contributions directes français
- Binet-Valmer (né le 3 juin 1875), écrivain franco-suisse
- Janina Lewandowska (née en 1908), aviatrice polonaise